# Daïra de Beni Aziz
La daïra de Beni Aziz est une circonscription administrative algérienne située dans la wilaya de Sétif. Son chef-lieu est situé sur la commune éponyme de Beni Aziz.

## Communes de la daïra
La daïra regroupe les trois communes Aïn Sebt, Beni Aziz et Maaouia.